# Palau del Marquès d'Alfarràs (Barcelona)
El Palau del Marquès d'Alfarràs és un edifici situat als carrers de Josep Anselm Clavé i Nou de Sant Francesc de Barcelona, catalogat com a bé cultural d'interès local.

## Història
El palau té l'origen en l'adquisició feta el 1765 per Jeroni de Ribes i de Castellbell (Lleida, 1703-1768), segon marquès d'Alfarràs, d'unes cases als carrers del Nou i Dormitori de Sant Francesc (actualment Josep Clavé) i al carreró de Sant Antoni (actualment Sils). El 1769, la seva filla Teresa de Ribes i d'Olzinelles, tercera marquesa d'Alfarràs, es va casar amb Joan Antoni Desvalls i d'Ardena, sisè marquès de Llupià i quart del Poal, que el 1785 va adquirir als hereus de Joan Baptista Bianza i Milani (un dels venedors del 1765) una altra casa al carrer del Dormitori de Sant Francesc. Amb motiu del casament de l'hereu Antoni Miquel Desvalls i de Ribes (1773-1821) amb Narcisa de Sarriera i Despujol, filla dels comtes de Solterra, celebrat el gener del 1800, Joan Antoni Desvalls va promoure unes grans reformes al palau.
Antoni Miquel Desvalls va morir durant l'epidèmia de febre groga de 1821, i l'any següent, la seva vídua i el seu fill Joaquim Desvalls i de Sarriera, vuitè marquès de Llupià i cinquè d'Alfarràs, van adquirir unes cases contigües al comerciant Onofre Artigas i Valls, que el 1789 hi havia establert una fàbrica d'indianes. El 1850, coincidint amb la urbanització de la plaça del Duc de Medinaceli, l'arquitecte Francesc Daniel Molina hi va projectar una nova façana neoclassicista, i el 1858, el marquès va adquirir la casa del núm. 29 als hereus del taverner Jordi Escofet.

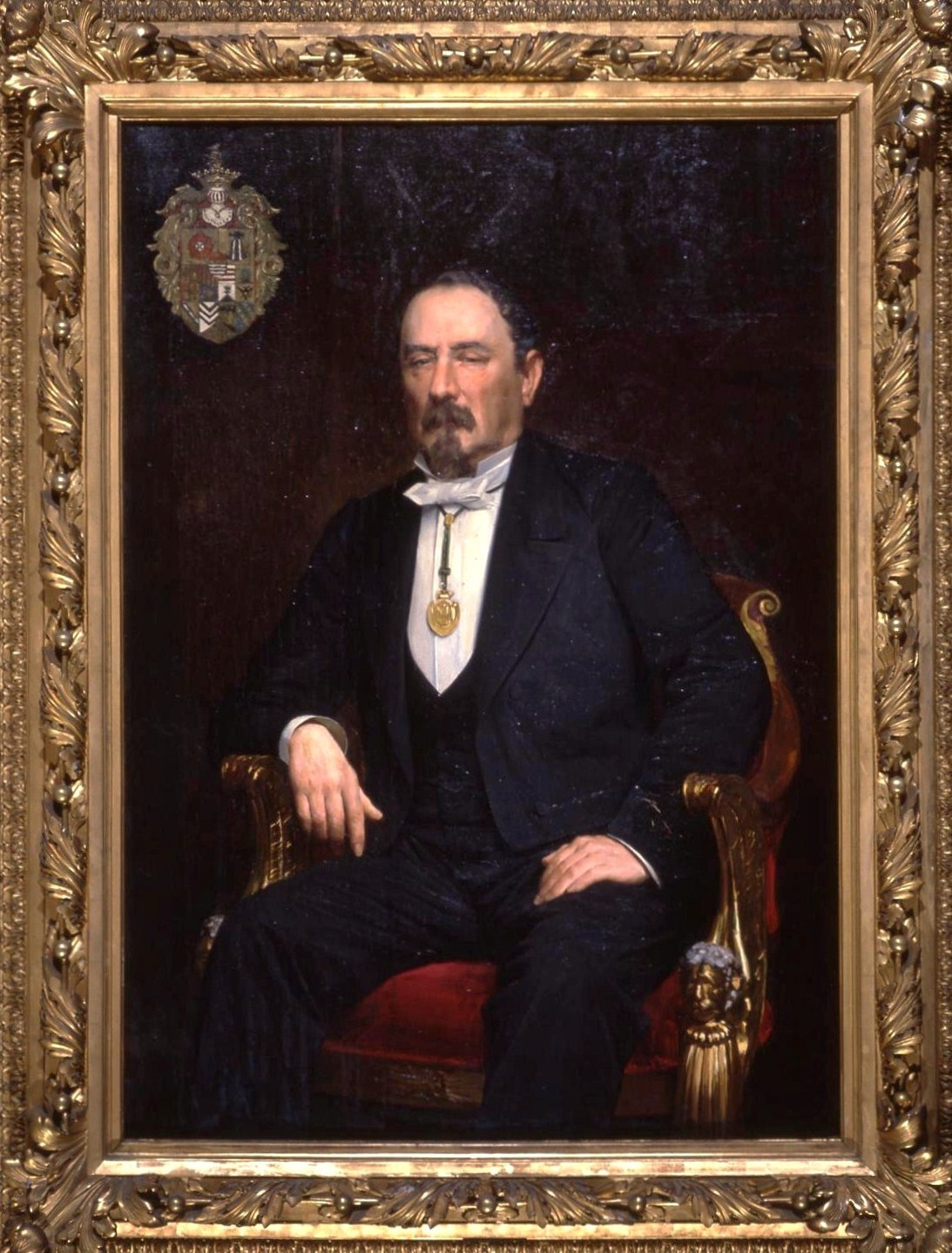
Joaquim Desvalls i de Sarriera

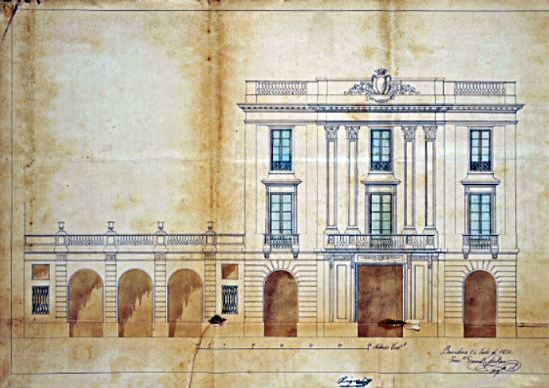
Projecte de façana de Francesc Daniel Molina (1850)

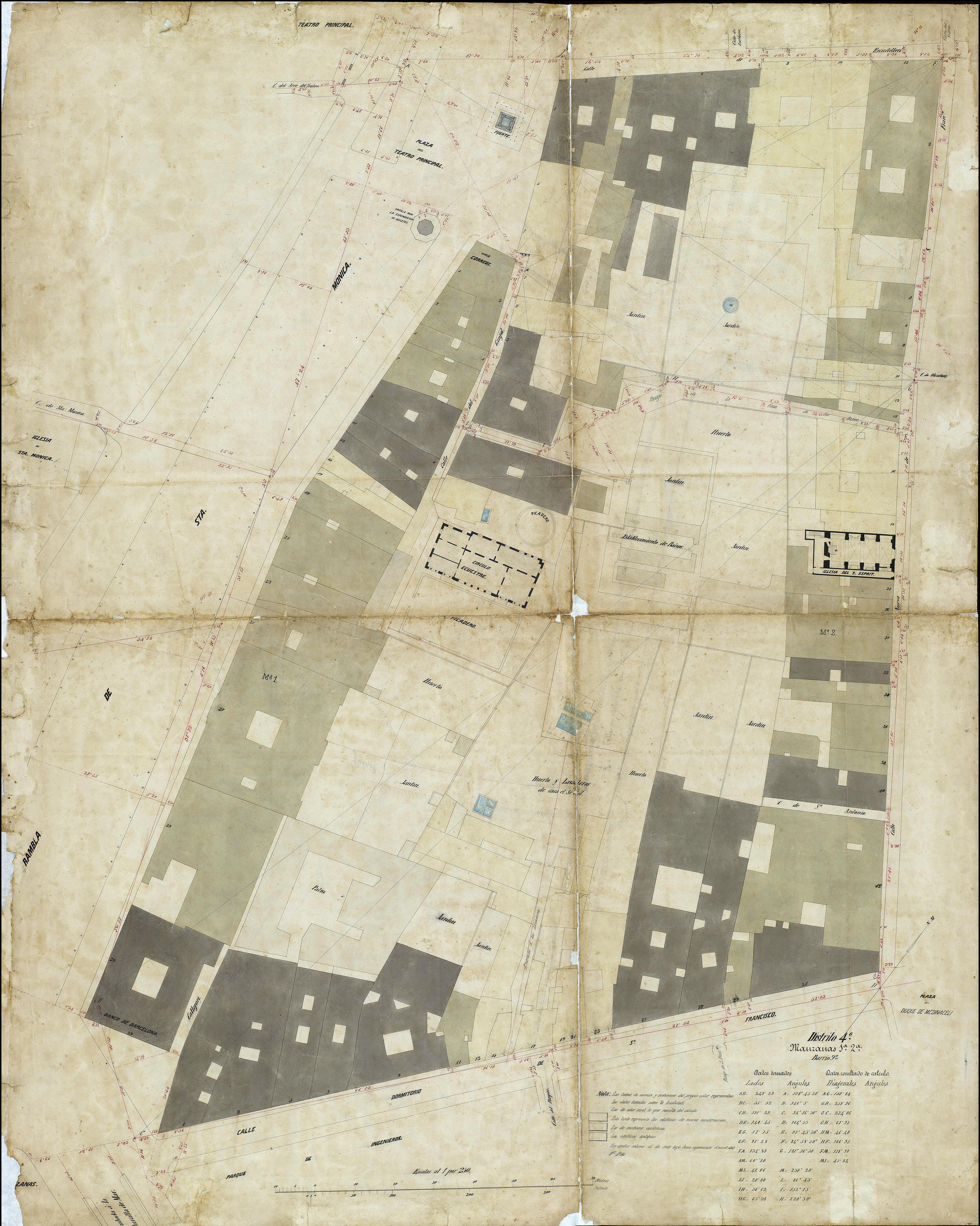
Quarteró núm. 112 de Garriga i Roca (c. 1860)

Durant la Guerra Civil, el palau va ser confiscat per la UGT, que hi va establir la seu del Sindicat Marítim «La Naval». El 1944, va passar a mans de l'Institut Nacional de Previsió, que a principis de la dècada del 1960 va iniciar els tràmits per a enderrocar-lo i construir-hi un ambulatori. Una campanya a la premsa va fer que l'Ajuntament de Barcelona li retirés el permís d'obres, i finalment, el 1968 fou adquirit pel Patronat Municipal de l'Habitatge, que hi va construir nous habitatges per a reallotjar-hi els afectats per la futura obertura de la plaça de la Mercè. Únicament se'n conservà el cos corresponent a la façana neoclassicista (però sense el jardí elevat), on l'arquitecte municipal Adolf Florensa va convertir els dos portals que flanquejaven l'entrada principal en finestres i va afegir un revestiment mimètic a l'angle amb el carrer Nou de Sant Francesc.
A finals del segle xx, va ser la seu del Síndic de Greuges de Catalunya, i des del 2011 acull la seu barcelonina de la Casa de Rússia.

## Descripció
Consta de planta baixa, principal i segon pis, tot cobert per un terrat pla transitable. La façana destaca per la simetria i equilibri en la composició i organització de les obertures i s'organitza en tres cossos verticals, tot disposant el central d'una major rellevància estructural i decorativa. Tanmateix la planta baixa presenta un tractament diferenciat de la resta de nivell, organitzant-se aquesta a manera de basament amb carreus de pedra de grans dimensions revestits als cossos laterals. Destaca especialment d'aquest nivell la portada (localitzada al tram central) emmarcada per unes discretes pilastres motllurades de pedra. La porta es configura com una obertura rectangular de gran alçada, amb llinda i muntants esculpits amb full d'acant. Aquest cos es remata amb una franja decorativa amb motius vegetals a sobre de la porta i geomètrics als costats. Les pilastres es rematen amb unes mènsules ricament decorades (dues a cada costat de la porta) i que sostenen la volada del balcó del primer pis. La porta queda flanquejada a sengles costats per uns grans finestrals amb arc de mig punt adovellades que actualment es troben protegides per unes reixes de ferro.
El primer i segon pis es mostren clarament diferenciats de la planta baixa, primerament per la petita cornisa motllurada existent entre sengles cossos i en segon lloc pel mateix tractament de la part superior del frontis. Aquest disposa de tres cossos verticals clarament definits gràcies a unes grans pilastres de fust motllurat i un potent capitell d'ordre corinti que sobresurten del plom de la façana. Aquestes pilastres no fan sinó emmarcar i monumentalitzar el cos central, al qual es disposen dues finestres (una per pis). El coronament té un potent entaulament, que sembla recolzar-se a les grans pilastres, i una cornisa en volada esculpida, a sobre de la qual es desenvolupa una balustrada de pedra trencada al tram del cos central per la presència d'un element massís de pedra, motllurat i coronat per florons.
Les finestres de la planta principal es configuren com obertures de gran alçada, amb muntants motllurats, llinda esculpida i guardapols a manera d'entaulament, tot obrint-se aquestes a uns balcons de pedra en voladís. La llosana dels balcons presenta decorada la seva cara inferior (visible des del carrer) amb un motllurat i una mena de rosetons, ornamentació que es complementa amb la barana de balustres, la qual disposa d'uns elements centrals que tenen un petit baix relleu central. Els balcons laterals presenten uns balcons menys monumentals, amb la llosana més curta i mènsules més senzilles tot i que igualment esculpides.
Les finestres del segon pis són molt més senzilles, tant en alçada (que és menor) com en el tractament de l'obertura pròpiament dita; en aquest cas ja no parlem de balcó sinó de finestres ampitades. Actualment el cos on s'inscriuen els pisos superiors es troba parcialment revestit per un arrebossat vermellós que contrasta amb la blancor de la pedra vista de les pilastres i la resta d'elements estructurals de fàbrica.
Nombroses fotografies d'època mostren la sumptuosa decoració interior d'estil imperi i el jardí elevat que donava al carrer. Hi destacava especialment el saló principal, de grans dimensions (com acostumaven a tenir aquest tipus de residències) amb nombroses portes que permetien la comunicació amb altres sales i parets decorades. Els murs estaven completament revestits amb pintures que imitaven una falsa arquitectura amb parelles de columnes de fust de marbre i capitells d'ordre corinti. Els intercolumnis presentaven uns plafons de marbre fingits i a sobre de cada porta un plafó on es representaven al·legories de les ciències i les arts, molt probablement perquè Joan Antoni Desvalls fou president de la Reial Acadèmia de Ciències i Arts de Barcelona. Les columnes semblaven suportar una gran entaulament una cornisa decorada amb una sanefa grega.